# Kwasi Wiredu
Kwasi Wiredu (* 3. Oktober 1931 in Kumasi, Ashanti Region, Ghana; † 6. Januar 2022 in den USA) war einer der bekanntesten Philosophen Afrikas. Wiredu war der Verfasser der Akan Culture History of Thought. Seine Arbeit beinhaltet neben den Ideen seiner Lehrer aus Oxford ebenso Einflüsse von David Hume, Immanuel Kant und John Dewey. Auch die philosophische Sichtweise der Akan aus Ghana findet sich in seiner Arbeit wieder. Mit diesem speziellen Afrika-Bezug gilt sein Werk als besonders relevant und einmalig.

## Ausbildung
Wiredu besuchte von 1948 bis 1952 die Adisadel Secondary School. In dieser Zeit entwickelte er sein Interesse für die Philosophie durch den Einstieg in die Literatur von Plato und Bertrand Russell. Seine Ausbildung beendete er an der University of Ghana in Legon, in der Nähe von Accra, wo er auch im Jahre 1958 seinen Abschluss machte. Er übersiedelte nach England und besuchte dort die University of Oxford, um hier seinen Bachelor in Philosophie zu machen. In Oxford wohnte er den Kursen von Gilbert Ryle, dem Betreuer seiner Magisterarbeit, bei. Ebenso wurde er durch seinen Universitätstutor Peter Strawson und seinen persönlichen Tutor Stuart Hampshire betreut. In dieser Zeit schrieb er seine Magisterarbeit über Knowledge, Truth and Reason.

## Universitäre Anstellungen
Nach seinem Abschluss im Jahr 1960 wurde ihm eine Lehrstelle am University College of North Staffordshire (heutige Universität Keele) angeboten, welche er ein Jahr lang wahrnahm. Ende 1961 kehrte er in sein Heimatland zurück, um erneut an der University of Ghana eine lehrende Tätigkeit in Philosophie aufzunehmen. Wiredu lehrte 23 Jahre an dieser Universität und wurde im Laufe der Zeit zunächst Leiter der Fakultät und später Professor. Ab 1987 war er lehrender Professor an der University of South Florida in Tampa.

## Gastprofessuren
Ausschnitt aus Kwasi Wiredus Gastprofessuren:
- U.C.L.A. (1979; 1980)
- University of Ibadan, Nigeria (1984)
- University of Richmond, Virginia (1985)
- Carleton College, Minnesota (1986)
- Duke University, North Carolina (1994; 1995; 1999; 2001)

## Mitgliedschaften und Vereinigungen
Zwischen 1983 und 1998 war er Mitglied der Kommission der Direktoren der International Federation of Philosophical Societies. Überdies war er Mitglied der Woodrow Wilson International Center for Scholars (1985) sowie der National Humanities Center, North Carolina (1986). Ab 1987 war er Vizepräsident des Inter-African Council for Philosophy (I.A.C.P).

## Philosophisches Werk
Kwasi Wiredu versuchte in seiner Philosophie, ein höheres Maß an interkulturellem Verständnis zwischen den Kulturen zu erlangen. Er stellte sich in seiner Auffassung gegen die Annäherung der sogenannten „Ethnophilosophie“ an die afrikanische Philosophie mit der Begründung, jede Kultur habe ihre eigene „Weltansicht“, die durch praktische Philosophie berücksichtigt werden müsse. In seinem philosophischen Denken versuchte Wiredu, den eigenen Wert der afrikanischen Tradition hervorzuheben und diese gleichzeitig für einen Dialog der Kulturen zu öffnen.
Nach seinem Verständnis unterscheiden sich Kulturen in ihrer Art, die Welt zu „begreifen“ – jeder Kultur ist eine eigene „Weltansicht“ inhärent. In diesem Kontext sprach Wiredu von der Notwendigkeit einer „begrifflichen Dekolonisation“. Wiredu zufolge basieren nun jedoch alle kulturell bedingten „Weltansichten“ auf einem Grund, beispielsweise der Realität der Welt.
Laut Wiredu ist somit ein interkultureller Dialog nur dann möglich, wenn diesem die – für alle Beteiligten – „annehmbarste Weltansicht“ zugrunde liegt, welche sich Wiredu zufolge aus Aspekten aller beteiligten „Weltansichten“ zusammensetzt.

### Weltansicht
Wiredu definierte Wahrheit als eine Konzeption von einem bestimmten menschlichen Standpunkt aus, die durch eine momentane Wahrnehmung Bestätigung erhält. Menschen lernen in einem sozialen Prozess die Welt verstehen und werden dabei von ihrer Kultur, bzw. von den Besonderheiten der eigenen Kultur, wie diese die inneren Zusammenhänge der Welt erkennt, beeinflusst. Diese Entwicklung des Menschen nannte Wiredu eine von der „bloßen Kreatur“ zur „Person“. Aus diesem Grund sind laut Wiredu die Menschen durch eine in der eigenen Kultur vorherrschende Weltansicht verbunden.
In dieser Weltansicht liegt das Besondere einer Kultur, ein Ziel ist jedoch allen gemeinsam: die Verwirklichung des Menschseins. Die Unterschiede gliedern sich laut Wiredu in „universals“ und „particulars“, wobei die ersteren – empirische, objektive Erkenntnis – die Grundlage interkultureller Verständigung bilden und von allen Kulturen übernommen werden, während die letzteren – subjektiven, „metaphysischen“ Vorstellungen – die Besonderheiten jeder Kultur bilden.

### „Begriffliche Dekolonisation“ (Conceptual decolonialization)
Durch die Kolonialisierung Afrikas wurden vielen Afrikanern Strukturen entweder aufgezwungen oder diese wurden kritiklos in die eigene Kultur übernommen. Wiredu verdeutlichte dies am Beispiel der Sprache, indem er hervorhob, dass Sprache kulturelle Denkformen transportiert. Übersetzungen von Denkformen verfälschen den ursprünglichen Sinn oder verstellen zumindest den Blick auf die eigenen Strukturen. Ebenso lassen sich einige Begriffe – Wiredu zeigte dies in „Cultural Universals and Particulars“ und mehrere Beispiele – nicht ohne weiteres in andere Sprachen übersetzen.
Auch  die mündliche Überlieferung in afrikanischen Konzeptionen ist von westlich geprägten Philosophen kaum beachtet worden. Wiredu forderte daher die Rückbesinnung auf ursprüngliche (originale) Sprachen in Literatur, Wissenschaft sowie im öffentlichen Leben. Gerade philosophische Konzeptionen sollen immer auch in der eigenen Sprache durchdacht werden, da aktuelle Vertreter afrikanischer Philosophien zumeist stark westlich beeinflusst sind.
Von außen übernommene Denkformen sollen erkannt, kritisch hinterfragt und mit afrikanischen Formen verglichen werden. Unter „begrifflicher Dekolonisation“ verstand Wiredu somit, dass die vom Kolonialismus aufgezwungenen bzw. kritiklos übernommenen Sprachen, Wertvorstellungen usw. einer gründlichen Kritik unterzogen werden und gleichfalls überprüft wird, ob eigene Sprachen oder Wertvorstellungen nicht ebenso zur Gestaltung der Gegenwart verwendet werden können.

### Konsensbegriff
Laut Wiredu existiert eine grundlegende Interessengemeinschaft, die alle Menschen verbindet. Als Beispiel aus der Akan-Kultur führte er das Bild zweier Krokodile an, welche einen gemeinsamen Magen haben. Die Tiere kämpfen um Nahrung. Könnten sie jedoch erkennen, dass diese für denselben Magen bestimmt ist, wäre der Grund ihres Streits durch rationale Argumentation nicht zu rechtfertigen.
Die Menschen haben laut Wiredu die Fähigkeit, dialogisch die nur scheinbaren Gegensätze in ihren Interessen zu überwinden und so die Harmonie in einer Gesellschaft herzustellen und zu wahren. Die Harmonie besteht nun in der Versöhnung der Gegensätzlichkeiten zugunsten des Allgemeinwohls, sie gilt als Grundvoraussetzung für das Wohl aller und damit des Einzelnen.
Konsens – im Sinne Wiredus – wird als Zustimmung betrachtet. Dies kann bedeuten, dass einzelne Mitglieder der Gemeinschaft nicht mit dem Vorschlag einverstanden sind, diesem aber im Interesse der Wiederherstellung der Harmonie zustimmen. Sinn und Grund für die Herstellung eines Konsenses ist somit die „Versöhnung“ gegensätzlicher Interessen zugunsten einer stabilen Gemeinschaft.
Ein recht aktuelles Beispiel für die Anwendung eines auf Versöhnung basierenden Herangehens stellt die Errichtung der Wahrheits- und Versöhnungskommission (Truth and Reconciliation Commission (TRC)) in Südafrika im Jahre 1995 dar. Anlass für die Gründung gab die Überlegung, dass eine Stabilisierung der Gesellschaft in der Gegenwart nur durch eine Konfrontation mit der Vergangenheit möglich ist. Durch Amnestierung jener Täter, die uneingeschränkt die Wahrheit über ihre Verbrechen gestehen und deren Verbrechen politisch motiviert sind, sowie durch Wiedergutmachungspolitik gegenüber den Opfern stellt die Herangehensweise der TRC nicht die Bestrafung der Täter in den Mittelpunkt. Somit ist das Hauptanliegen die Erschaffung der Grundlage eines gemeinsamen Gedächtnisses und einer gemeinsamen Verantwortung für die Geschichte Südafrikas.
Ausgehend von seinem Konsensbegriff entwickelte Wiredu die Konsensdemokratie sowie die Konsensethik.

#### Kurzer Abriss zur Konsensdemokratie Kwasi Wiredus
Wiredu wandte sich in seiner Idee einer Konsensdemokratie gegen von westlichen Staaten eingeführte Mehrparteiensysteme, indem er sich auf die afrikanischen Traditionen des „Konsensus“ berief. Wiredu warf dem Mehrparteiensystem vor, nach dem Prinzip des „winner takes all“ vorzugehen. Das heißt, diejenige Partei, die die Mehrheit aller Stimmen erhält, stellt die Regierung und trifft alle wesentlichen Entscheidungen. Wiredu forderte somit ein „parteiloses System“, das sich auf die afrikanische Tradition „substantieller“ statt nur „formaler“ Repräsentation stützt. Dies bedeutet, dass keine Parteien, sondern einzelne Kandidaten gewählt werden.

#### Kurzer Abriss zur Idee der Konsensethik Kwasi Wiredus
Wiredus Konsensethik steht in enger Verbindung mit dem Konsensbegriff sowie der Konsensdemokratie. Wiredus Konsensethik fordert daher Versöhnung, d. h., unter der Berücksichtigung aller Sichtweisen einen für alle zustimmungswürdigen – zumindest aber einen zumutbaren – Kompromiss zu finden. Die Grundlage moralischen Handelns sieht Wiredu in der freundlichen Unvoreingenommenheit (sympathetic impartiality) sowie in der a priori gesetzten grundlegenden Interessengemeinschaft aller Menschen.
Im Zentrum seines Ethikkonzepts steht für Wiredu der Begriff der „Versöhnung“.

## Kritik
Einen Kritikpunkt an Wiredus Philosophie stellt zunächst seine Theorie der Konsensdemokratie dar. Wiredus vereinfachte Darstellung westlicher Mehrparteiendemokratie sowie der Konsensdemokratie scheint wenig differenziert zu sein, verfrachtet er doch damit das Prinzip des „winner takes all“ in sämtliche „westliche“ Staaten. Die Mehrparteiensysteme der sogenannten „westlichen“ Staaten kennen jedoch alle das Prinzip der Gewaltenteilung und werden zudem meist durch ein ausgeklügeltes System der Minderheitenvertretung in parlamentarischen Ausschüssen ergänzt.
Eine entscheidende Schwäche der Konsensethik liegt vermutlich darin, dass Wiredu weder erläutert, was unter der „Harmonie der Gemeinschaft“, noch unter den „grundlegenden gemeinsamen Interessen der Menschen“ zu verstehen ist. Was bedeutet Harmonie? Wer legt die Kriterien dafür fest? In welchem Zusammenhang stehen die Interessen des Einzelnen mit denen der Gemeinschaft? Wiredu lässt diese Fragen ungeklärt.
Ebenso kann in diesem Kontext Kritik an einer Konsensethik angebracht werden, die auf Mehrheitsentscheidungen verzichtet, da diese – vermutlich aus Zeitmangel – letztlich nur auf zahlenmäßig sehr kleine Gemeinwesen anwendbar ist.
Einer der Hauptkritiker Kwasi Wiredus war Emmanuel Chukwudi Eze, ein nigerianischer – in den Vereinigten Staaten lebender – Philosoph.

## Bibliographie
Kwasi Wiredu war Autor zahlreicher Artikel zu Logik, Epistemologie und afrikanischer Philosophie sowie einiger Einträge in Enzyklopädien und Anthologien. Er war Verfasser bzw. Mitherausgeber folgender Werke:

### Werke von Kwasi Wiredu
- Philosophy and an African Culture. Cambridge University Press, Cambridge 1980, ISBN 0-521-22794-1. (1982, Ghana National Book Award)
- als Hrsg.: Person and Community: Ghanaian Philosophical Studies. Wiredu & Kwame Gyekye, ISBN 1-56518-004-6. (1992: New York, Council for Research in Values and Philosophy)
- Cultural Universals and Particulars: An African Perspective. Indiana University Press, Bloomington 1996, ISBN 0-253-21080-1.
- A Companion to African Philosophy. Blackwell, Oxford 2003, ISBN 0-631-20751-1.

### Werke zu Kwasi Wiredu
- Olusegun Oladipo: Philosophy and the African Experience: The Contributions of Kwasi Wiredu. Hope Publications, Ibadan, Nigeria 1996, ISBN 978-32037-4-6.
- Olusegun Oladipo (Hrsg.): The Third Way in African Philosophy: Essays in Honour of Kwasi Wiredu. Hope Publications, Ibandan, Nigeria 2002, ISBN 978-36548-7-X.
- Peter J. King: One Hundred Philosophers. Barrons, New York 2004, ISBN 0-7641-2791-8.
- Sanya Osha: Kwasi Wiredu and Beyond: The Text, Writing and Thought in Africa. Council for the Development of Social Science Research in Africa, Dakar, Senegal 2005, ISBN 2-86978-150-4.